# Christian Hasenberger
Christian Hasenberger (* 26. März 1971) ist ein ehemaliger österreichischer Fußballspieler und nunmehriger -trainer.

## Karriere

### Als Spieler
Hasenberger begann seine Karriere beim SV Union Sturm Klöch, bei dem er auch in der Kampfmannschaft spielte. Zur Saison 1994/95 wechselte er zum Zweitligisten SV Flavia Solva. Sein Debüt für Flavia Solva in der 2. Division gab er im September 1994, als er am sechsten Spieltag jener Saison gegen den SV Stockerau in der 90. Minute für Janez Hribar eingewechselt wurde. Nach zwei Zweitligaeinsätzen für die Steirer wechselte er im Jänner 1995 zum SV Feldbach. Zur Saison 1996/97 kehrte er nach Klöch zurück. In der Spielzeit 1997/98 spielte er beim SC Traismauer. Zur Saison 1998/99 wechselte Hasenberger zum SC Rabenstein. In der Saison 1999/2000 stand er für den FC Sturm 19 St. Pölten. Danach spielte er ab 2000 noch beim ASK Wilhelmsburg, ehe er im Jänner 2004 zur SKVg Pottenbrunn. Bei Pottenbrunn beendete er nach der Saison 2009/10 auch seine Karriere. Von 2013 bis 2014 setzte er sich noch acht Mal beim SC Getzersdorf selbst ein.

### Als Trainer
Hasenberger trainierte ab der Saison 2008/09, neben seiner Tätigkeit als Spieler, auch selbst die achtklassige SKVg Pottenbrunn, zudem trainierte er in jener Spielzeit auch in der Jugend des Vereins. Zur Saison 2012/13 wurde er Trainer des ebenfalls achtklassigen SC Getzersdorf. Nach der Saison 2014/15 trennte sich Getzersdorf von ihm.
Daraufhin wurde er im September 2015 Trainer des ATSV Schönfeld/Tausendblum. Mit Schönfeld stieg er 2017 als Meister der 2. Klasse Traisental in die siebtklassige 1. Klasse auf.